# 아시 (음식)
아시(페르시아어: آش, 다리어·파슈토어: اَښ, 타타르어: аш) 또는 아슈(튀르키예어·아제르바이잔어: aş, 바시키르어: аш)는 이란, 아프가니스탄, 아제르바이잔, 튀르키예 등에서 먹는 걸쭉한 국물 요리이다.

## 종류

### 이란
- 아셰 두그(آش دوغ): 두그(발효유)를 넣어 만드는 아시이다.
- 아셰 레슈테(آش رشته): 레슈테(국수)를 넣어 만드는 아시이다.
- 아셰 아나르(سوپ انار): 석류를 넣어 만드는 아시이다.
- 아셰 조(آش جو): 보리를 넣어 만드는 아시이다.
- 아셰 타르히네(آش ترخینه): 타르히네를 넣어 만드는 아시이다.
- 아셰 토르시(آش ترشی): 토르시를 넣어 만드는 아시이다.

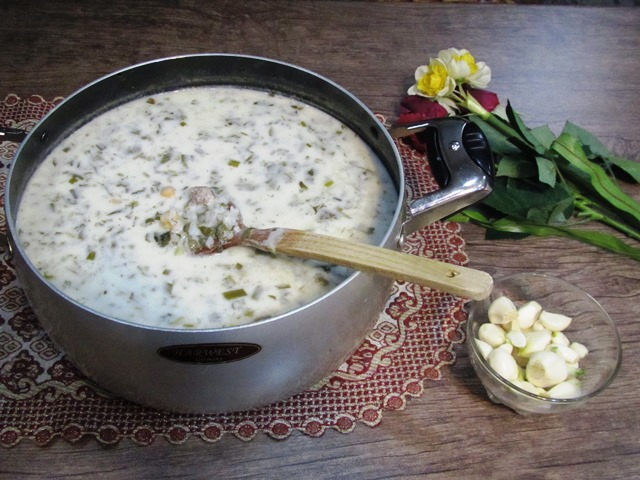
아셰 두그
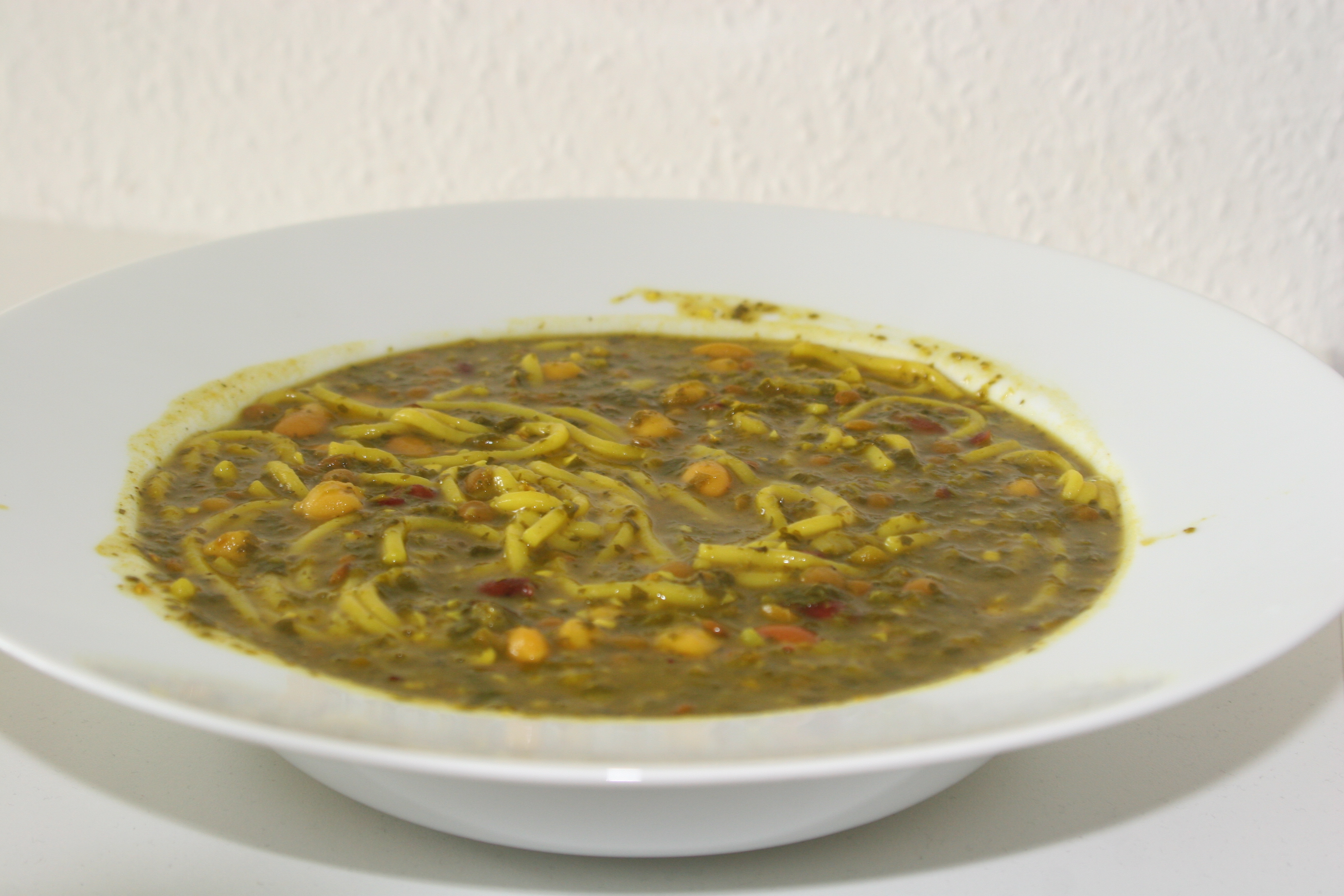
아셰 레슈테
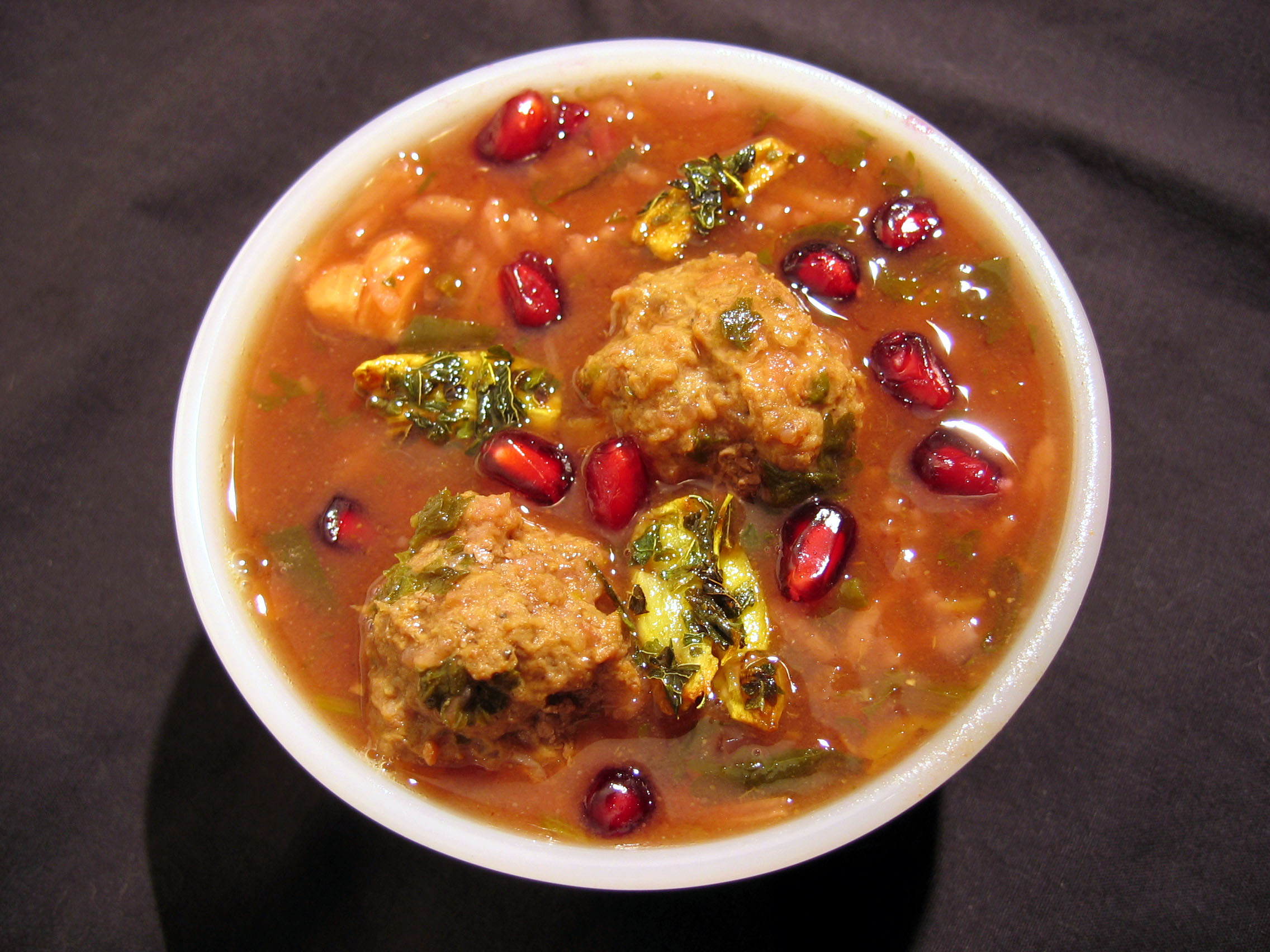
아셰 아나르
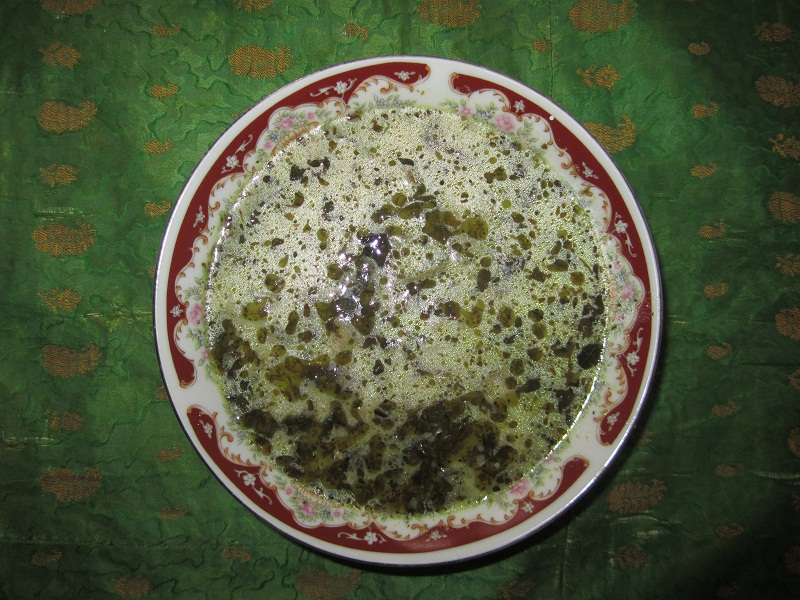
아셰 조
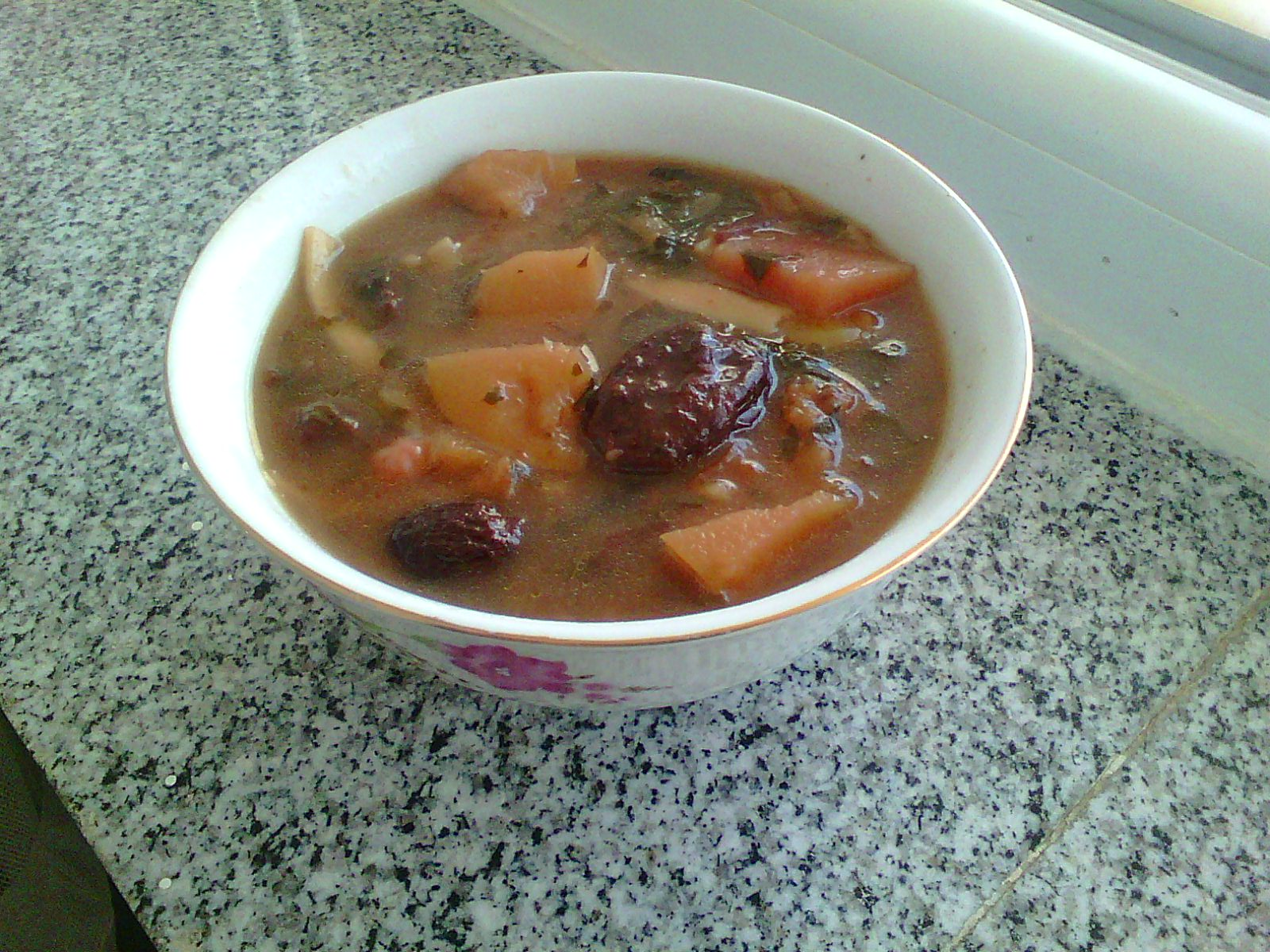
아셰 토르시

### 아제르바이잔
- 에리슈테 아슈(əriştə aşı): 에리슈테(국수)를 넣어 만드는 아시이다.
- 구루트 아슈(qurut aşı): 구루트(건조 발효유)를 넣어 만드는 아시이다.

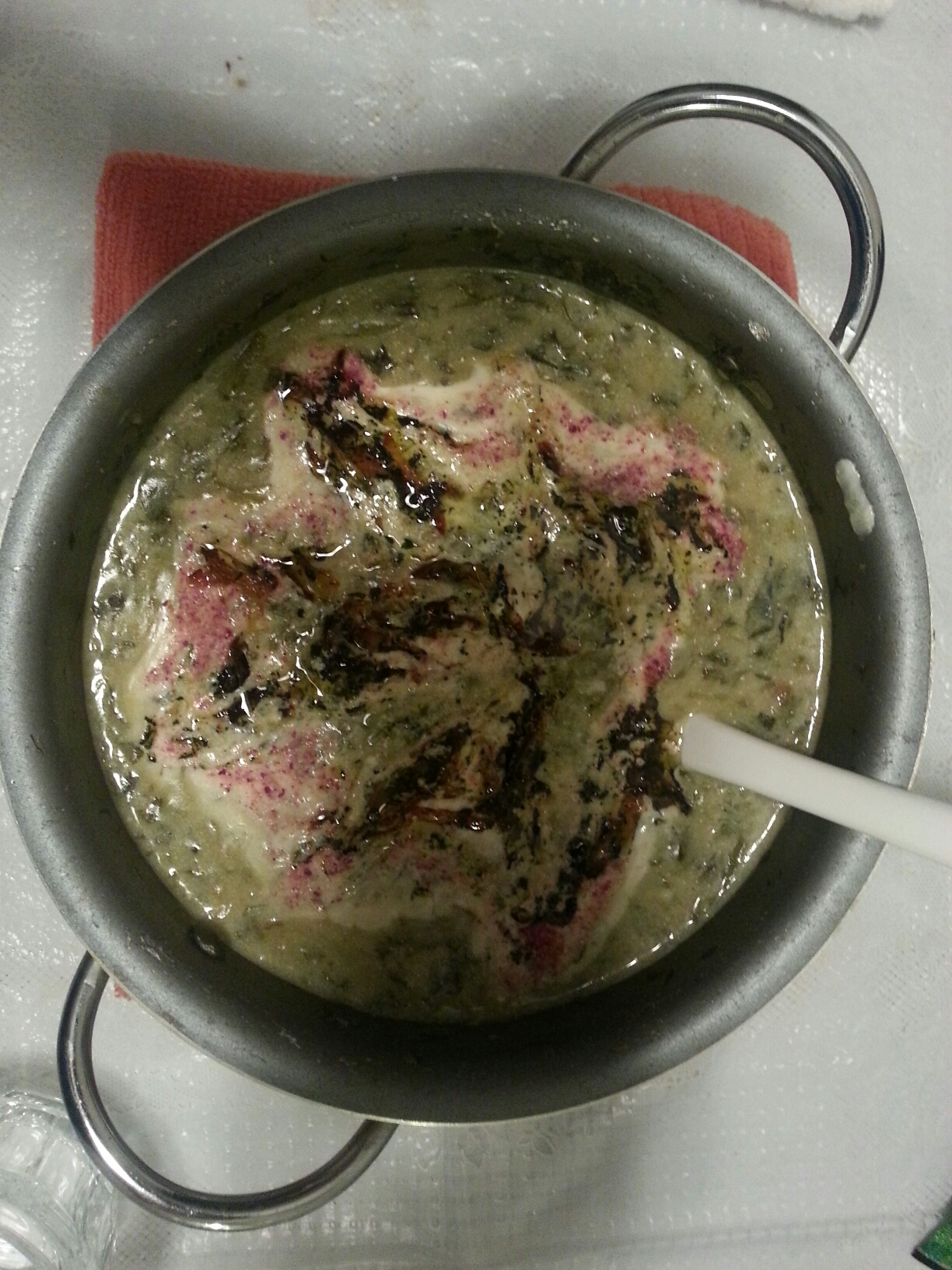
구루트 아슈

### 터키
- 부다이 아슈(buğday aşı): 밀을 넣어 만드는 아시이다.
- 에리슈테 아슈(erişte aşı): 에리슈테(국수)를 넣어 만드는 아시이다.
- 에크시 아슈(ekşi aşı): 신맛이 나는 아시이다.

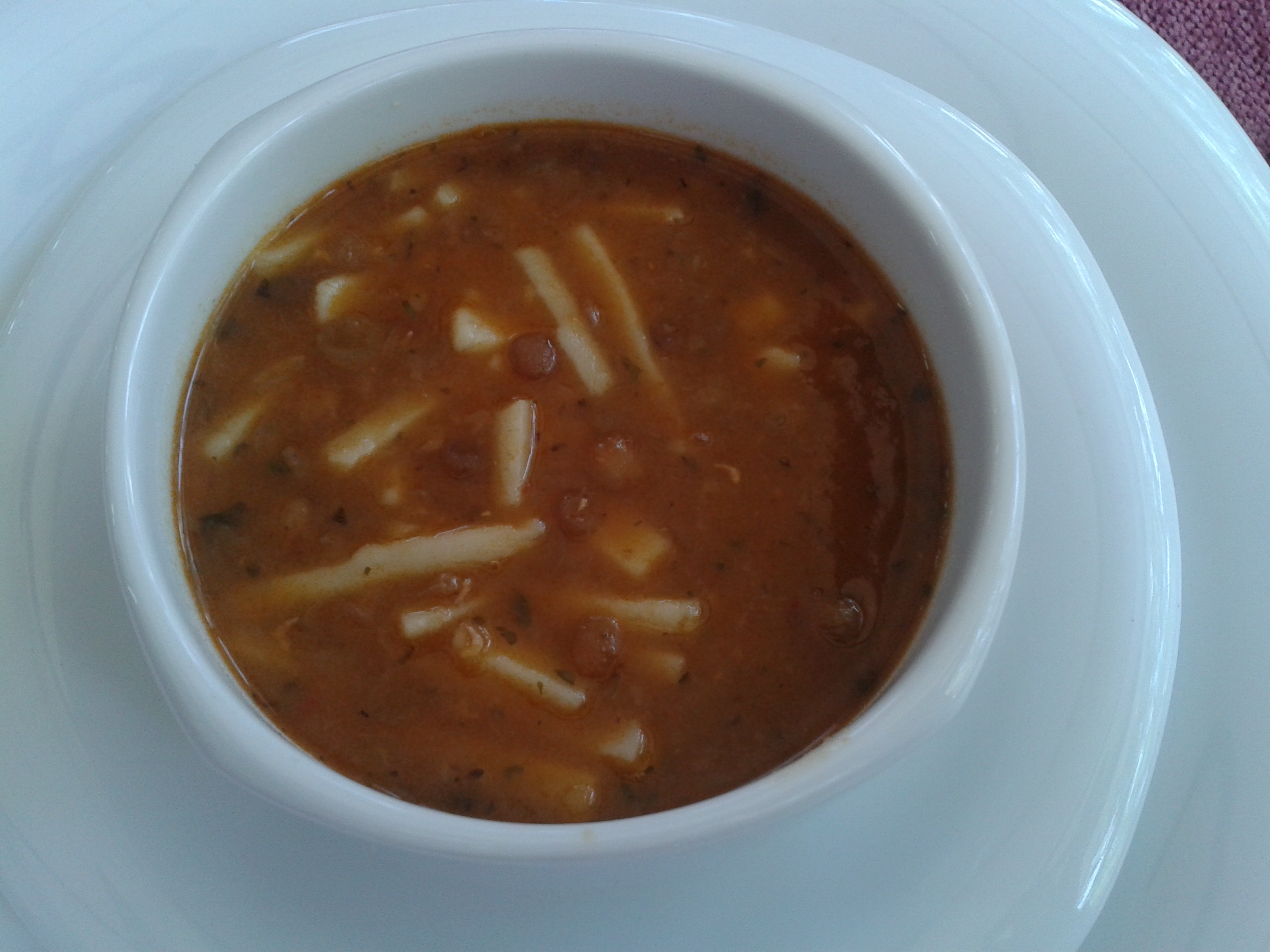
에리슈테 아슈

## 같이 보기
- 찌개
- 초르바